# Сус — Масса (національний парк)
Національний парк Сус — Масса (араб. متنزه سوس ماسة الوطني; фр. Parc National de Souss-Massa) —  національний парк у Марокко, що був створений у 1991 році. Парк лежить на узбережжі Атлантичного океану між містами Агадір на півночі та Сіді-Іфні на півдні. Площа парку — 33 800 га.

## Основні дані
Назва національного парку походить від назви двох річок, що протікають у ньому — Сус і Масса.
Ландшафт природного парку — степ з дюнами, пляжами та болотами. Ґрунт — переважно піщаний.

## Фауна
Основне природоохоронне значення парку полягає в тому, що в ньому мешкають три з чотирьох колоній у країні ібісу-лисоголова марокканського (Geronticus eremita). Разом з четвертою колонією у сусідньому Тамрі він вміщує 95% диких племінних птахів цього зникаючого виду. Ібіс мешкає на прибережних скелях у межах Національного парку та використовує прибережні степи та як місця живлення. Парк має два входи: природний в Уед-Сус та основний в Уед-Масса. 

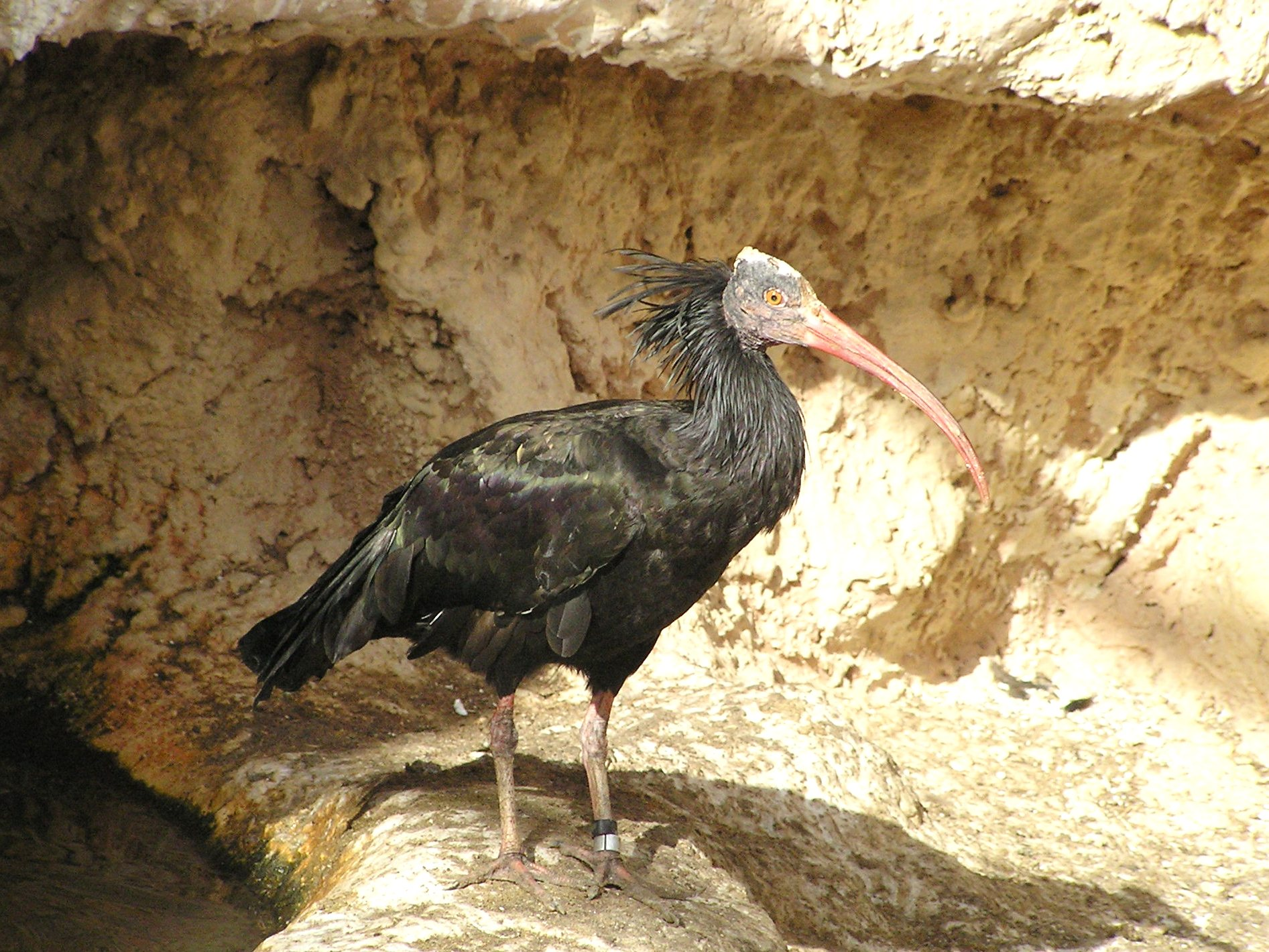
Ібіс-лисоголов марокканський

Через те, що річка Уед-Масса містить воду впродовж усього року, там розповсюджена чирянка вузькодзьоба — вид, що перебуває під загрозою глобального зникнення. Сус — Масса також є єдиним відомим у Марокко місцем розмноження коровайки. На теренах парку мешкають ще багато унікальних представників фауни, зокрема косар, мартин сіроногий тощо.